# Kevin Mandolese
Kevin Mandolese, född 22 augusti 2000, är en kanadensisk professionell ishockeymålvakt som är kontrakterad till Ottawa Senators i National Hockey League (NHL) och spelar för Belleville Senators i American Hockey League (AHL) alternativt Allen Americans i ECHL.
Han har tidigare spelat för Atlanta Gladiators i AHL och Cape Breton Screaming Eagles/Eagles i Ligue de hockey junior majeur du Québec (LHJMQ).
Mandolese blev draftad av Ottawa Senators i sjätte rundan i 2018 års draft som 157:e spelare totalt.